# レオ・ファル

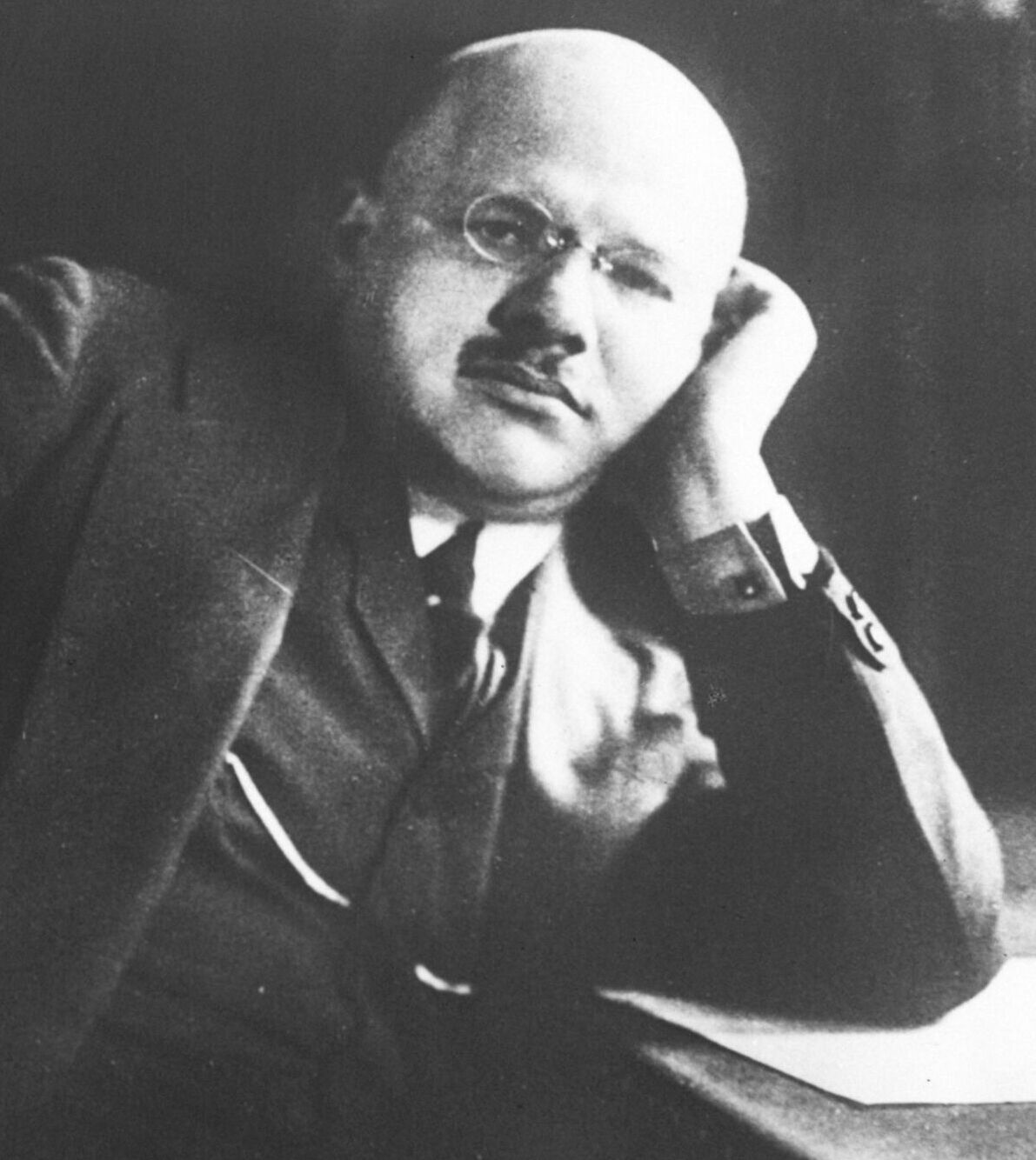
レオ・ファル、ルドルフ・デュールコープ撮影

レ（ー）オ・ファル（Leo Fall, 1873年2月2日 オロモウツ - 1925年9月16日 ウィーン）はオーストリアの作曲家・楽長。モラヴィア出身。オペレッタ黄金期を代表する最も有名な人物のひとりである。

## 経歴
ウィーン音楽院でロベルト・フックスとその兄ヨハン・ネポムク・フックスに師事。その後、ベルリン、ハンブルク、ケルンの劇場で楽長に就任。1904年にザーロモン・ヤーダスゾーンの娘と結婚し、1906年よりウィーンで作曲に専念した。自作のオペラによって成功することは無かったが、およそ20曲のオペレッタによって世界的な名声を博した。

## 主要作品一覧
- かわいいアウグスティン Der liebe Augustin
- 忠実な農夫 Der fidele Bauer
- ドルの女王 Die Dollarprinzessin
- いとしい弟 Brüderlein fein
- イスタンブールのバラ Die Rose von Stambul
- 皇妃 Die Kaiserin
- ポンパドゥール夫人 Madame Pompadour
- 5月の若者 Jugend im Mai